# Фрідріх Шефер
Фрідріх Шефер (нім. Friedrich Schäfer; 28 лютого 1893, Ганновер — ?) — німецький офіцер-підводник, корветтен-капітан крігсмаріне. Один із найстарших німецьких командирів підводних човнів: свій єдиний похід здійснив в 49 років.

## Біографія
В квітні 1914 року вступив в кайзерліхмаріне. Служив на борту лінкора «Імператор Вільгельм II», з березня 1915 року — «Імператор Карл Великий». В травні 1915 року переведений в 2-го матроську дивізію. З липня 1915 року служив на борту великого лінкора «Позен», з вересня 1915 року — прибережного броненосця «Зігфрід». З лютого 1916 року — вахтовий офіцер торпедного катера S-23. В квітні-червні 1916 року пройшов курс підводника. З 8 червня 1916 по 26 листопада 1918 року — 2-й вахтовий офіцер підводного човна SMS U-55, яким командував Вільгельм Вернер. 30 листопада 1918 року демобілізований.
В серпні 1939 року призваний в крігсмаріне і призначений консультантом в Гюсті біля Бремена. З квітня 1940 року — офіцер розвідки при ОКМ. В січні-квітні 1941 року — 1-й вахтовий офіцер підводного човна UD-4. З 4 травня по 2 листопада 1941 року — командир UD-1, після чого направлений на будівництво U-460 для вивчення його будови, а 24 грудня призначений командиром човна. Здійснив 1 похід тривалістю 55 днів (7 червня — 31 липня 1942). З 10 серпня 1942 року — командир U-A, з 23 березня 1943 по 22 листопада 1944 року — UD-4. З листопада 1944 року — консультант командування підводним флотом в Данцигу. В квітні-травні 1945 року перебував в розпорядженні головнокомандувача флотом на Сході.

## Звання
- Фенріх-цур-зее (15 квітня 1915)
- Лейтенант-цур-зее резерву (16 листопада 1915)
- Оберлейтенант-цур-зее резерву до розпорядження (серпень 1939)
- Капітан-лейтенант резерву до розпорядження (1 травня 1941)
- Корветтен-капітан резерву до розпорядження (1 грудня 1942)

## Нагороди
- Залізний хрест
  - 2-го класу (1916)
  - 1-го класу (1918)
- Нагрудний знак підводника (1918) (лютий 1918)
- Почесний хрест ветерана війни з мечами (30 січня 1935)
- Застібка до Залізного хреста
  - 2-го класу (1940)
  - 1-го класу (серпень 1942)
- Нагрудний знак підводника (1 серпня 1942)